# Barbara Lavernos
 (octobre 2020).
Barbara Lavernos, née le 22 avril 1968 à Lille, est une personnalité française du monde des affaires. Depuis le 1er mai 2021, elle est la directrice générale adjointe du Groupe L'Oréal, le numéro un mondial de la beauté, chargée de la Recherche, de l'Innovation et des Technologies. 

## Biographie
En 2004, elle est nommée Directrice Générale des Achats pour le Groupe. Durant les six ans où elle dirige la fonction, elle réussit à positionner les achats au centre du dispositif stratégique du groupe, et met en place un service d'achats centralisé avec 600 collaborateurs.
Elle fait son entrée au Comité Exécutif de L’Oréal en 2014, en devenant Directrice Générale des Opérations du groupe. 
En février 2021, elle est nommée à la tête d’une nouvelle Direction de la Recherche, Innovation et Technologies, où elle dirige 4000 chercheurs et 1700 experts IT et Tech à l’échelle mondiale.
À la suite de la décision du conseil d'administration du Groupe tenu le 14 octobre 2020, elle est nommée Directrice Générale Adjointe de L'Oréal, aux côtés du Directeur Général, Nicolas Hieronimus, à partir du 1er mai 2021.

## Fonctions en dehors de l'Oréal
Entre mai 2016 et mars 2021, elle est membre du Conseil d’administration de Bpifrance Investissement.
Depuis le 30 avril 2021, elle est membre du Conseil d'administration de Sanofi,,.

## Vie privée
Elle est la fille de Bernard Dupuis, ancien professeur de médecine, pharmacologue, sculpteur; et de Véra Dupuis, historienne de l'art et auteur. Elle est mariée à François Lavernos, dont elle a un fils.

## Distinctions
Elle est nommée chevalier de la Légion d'honneur le 31 décembre 2020,.